# Сиппи, Рамеш
Рамеш Сиппи (англ. Ramesh Sippy; род. 23 января 1947, Карачи) — индийский кинорежиссёр
 и кинопродюсер, наиболее известный по постановке популярного и получившего признание критиков фильма «Месть и закон». Награждён четвёртым по величине гражданским орденом Падма Шри в 2013 году.
В 2017 году он основал Академию кино и развлечений Рамеша Сиппи в Мумбаи.

## Личная жизнь
Отец Рамеша — продюсер Г. П. Сиппи. Рамеш Сиппи был дважды женат; его нынешняя жена — актриса Киран Джунжа. От первой жены Гиты у него трое детей. Его сын Рохан Сиппи — кинорежиссёр. Его дочь Шина была замужем за сыном Шаши Капура, Куналом Капуром, пока они не развелись в 2004 году.

## Карьера
Рамеш Сиппи посетил съемочную площадку фильма «Наказание», первого фильма своего отца, когда ему было 6 лет. Его первая работа в кино пришлась на девять лет, когда он сыграл сына Ачалы Сачдев в фильме 1953 года «Шахеншах». Он работал как в отделе производства, так и в отделе режиссуры в таких фильмах, как «Джохар-Мехмуд в Гоа» и «Моя любимая», которые продюсировал его отец. Он 7 лет проработал ассистентом, прежде чем в 1971 году стать режиссёром фильма «Жест» с участием Шамми Капура, Хемы Малини и Раджеша Кханны, который имел кассовый успех. Его второй фильм «Зита и Гита» (1972), в котором Хема Малини исполнила двойную роль, был очень успешным и сделал актрису суперзвездой.
В 1975 году он поставил вестерн «Месть и закон», в актёрский ансамбль которого входили Дхармендра, Амитабх Баччан, Санджив Кумар и Амджад Хан в его самой знаковой роли разбойника Габбара Сингха. После вялого старта в прокате фильм стал самым большим блокбастером в истории Болливуда на тот момент. «Месть и закон» по-прежнему остается одним из самых знаковых фильмов в истории кино на хинди и фаворитом киноаудитории на хинди во всем мире.
Ни один из его более поздних фильмов не смог сравниться с успехом «Месть и закон». В то время как он был данью уважения вестернам, следующий фильм Сиппи «Величие» в 1980 году был вдохновлен фильмами о Джеймсе Бонде и имел лишь умеренный успех. В 1982 году режиссёр объединил актёра-ветерана Дилипа Кумара и действующую суперзвезду той эпохи Амитабха Баччана в фильме «Шакти». Хотя фильм имел лишь умеренный успех, он получил премию Filmfare за лучший фильм. В 1985 году Сиппи поставил фильм «Море любви», в котором снимались Риши Капур и Камаль Хасан, и который ознаменовал возвращение Димпл Кападии в кино спустя 12 лет после её дебютного фильма «Бобби».
Сиппи также снял успешный телесериал под названием Buniyaad, посвященный разделу Индии и транслировавшийся по индийскому телеканалу Doordarshan с 1986 по 1987 год. Последние три фильма, которые он снял, Bhrashtachar (1989), Akayla (1991) и «Время сумасшедших влюблённых» (1995) стали кассовыми провалами. В дальнейшем Сиппи не садился в режиссёрское кресло в течение 20 лет и сосредоточился на продюсировании.
Его череда хитов с Амитабхом Баччаном сделала его одним из золотых режиссёров, у которых были особые рабочие отношения с актёром (четыре других — Яш Чопра, Пракаш Мехра, Манмохан Десаи и Ришикеш Мукерджи). В 2005 году его «Месть и закон» получил награду Filmfare за лучший фильм последних 50 лет.
Он продюсировал фильмы своего сына Рохана Сиппи, такие как «Лед на душе» (2003), «Мастер блефа» (2005) и «Порочный круг» (2011). В 2006 году он продюсировал «Такси № 9211», режиссёром которого был Милан Лутриа. В 2008 году он продюсировал фильм Кунала Роя Капура «Президент едет», а также фильм Акшая Кумара и Дипики Падуконе «С Чандни Чоук в Китай» режиссёра Нихила Адвани.
В 2015 году он вернулся к режиссуре после 20 лет, начав работать над фильмом «Острый перец в Шимле», комедией с Раджкуммаром Рао, Ракул Прит Сингх и Хемой Малини в главных ролях. Фильм с трудом привлекал покупателей, и его не выпускали в прокат в течение пяти лет. В январе 2020 года он наконец был выпущен на Netflix.

## Награды
- Filmfare Лучший фильм за 50 лет за «Месть и закон» в 2005 году
- Премия IIFA за выдающийся вклад в индийское кино (мужской) в 2012 г.
- Падма Шри в 2013 году.
- Премия журнала «Filmfare» за вклад в кинематографию в 2020 году.